# 1984年ロサンゼルスオリンピックのスイス選手団
1984年ロサンゼルスオリンピックのスイス選手団（1984ねんロサンゼルスオリンピックのスイスせんしゅだん）は、1984年7月28日から8月12日にかけてアメリカ合衆国のロサンゼルスで開催された1984年ロサンゼルスオリンピックのスイス選手団、およびその競技結果。

## 概要
今大会は銀メダル4個、銅メダル4個、合計8個のメダルを獲得した。

## メダル
| メダル | 選手名                                                                              | 競技   | 種目                       |
| ------ | ----------------------------------------------------------------------------------- | ------ | -------------------------- |
| 銀     | マルクス・リューフェル                                                              | 陸上   | 男子5000m                  |
| 銀     | アルフレット・アッハーマン リヒャルト・トリンクラー ローラン・ヴィアル ベノ・ヴィス | 自転車 | 男子チームタイムトライアル |
| 銅     | エティエンヌ・ダゴン                                                                | 競泳   | 男子200m平泳ぎ             |